# Gerhard Heinzmann
Gerhard Heinzmann, né en 1950 à Fribourg en Brisgau, est un philosophe allemand, professeur émérite au département de philosophie de l’Université de Lorraine. Spécialiste de la philosophie des sciences d’Henri Poincaré, il a fondé en 1992 les Archives Henri Poincaré à Nancy. Élève du philosophe allemand Kuno Lorenz, il a introduit en France une approche philosophique s’inspirant de l’École constructiviste d’Erlangen, dont le fondateur fut Paul Lorenzen. Il a fondé la revue Philosophia Scientiae et est éditeur des Publications des Archives Henri Poincaré (Birkhäuser Verlag).  Ancien président de l’Académie internationale de philosophie des sciences (2014-2021), il est également membre de l’Academia Europaea, de l’European Academy of Sciences et de l’Institut international de philosophie . Il fut enfin directeur de la Maison des sciences de l’homme Lorraine de 2007 à 2014 et il est assesseur du « Council » de la Division of Logic, Methododology and Philosophy of Science de l’International Union of History and Philosophy of Science.

## Publications

### Livres
- Schematisierte Strukturen. Eine Untersuchung über den Idoneismus Ferdinand Gonseths auf dem Hintergrund eines konstruktivistischen Ansatzes, Bern/Stuttgart : Haupt, 1982
- Entre  Intuition et analyse. Poincaré et le concept de prédicativité, Paris : Blanchard, 1985
- Zwischen Objektkonstruktion und Strukturanalyse. Zur Philosophie der Mathematik bei Henri Poincaré, Göttingen : Vandenhoek & Ruprecht, 1995
- L’intuition épistémique. Une approche pragmatique du contexte de justification en mathématiques et en philosophie, Paris : Vrin, collection Mathesis, 2013
- Ouvrage collectif, avec Pierre Cartier, Jean Dhombres et Cédric Villani, Mathématiques en liberté, Montreuil: Édition “la ville brûle”, 2012

### Édition et coédition des ouvrages collectifs
- Poincaré, Russell, Zermelo et Peano. Textes de la discussion (1906-1912) sur les fondements des mathématiques : des antinomies à la prédicativité, Paris : Blanchard, 1986
- Henri Poincaré. Philosophie et science / Philosophy and Science / Philosophie und Wissenschaft (éd. avec J.-L. Greffe et K. Lorenz),  Berlin / Paris : Akademie Verlag / Blanchard, 1996
- La Science et l'hypothèse. Entretiens de la session 1994 de l'Académie Internationale de Philosophie des Sciences[10], Philosophia Scientiae, Cahiers spécial 1, 1996
- Dialogisches Handeln. Festschrift für Kuno Lorenz (éd. avec M. Astroh et D. Gerhardus), Heidelberg : Spektrum Verlag, 1997
- Actes du Colloque international Nelson Goodman, Philosophia Scientiae 2 (1-2), 331 pages.
- Jean Cavaillès, Philosophia Scientiae 3 (1), 1998
- Un Logicien consciencieux. La philosophie de Evert Willem Beth (éd. avec E. M. Barth et H. Visser), Philosophia Scientiae 3 (4), 1999
- Aperçus philosophiques en logique et en mathématiques (éd. avec M. Rebuschi), Philosophia Scientiae 9 (2), 2005
- The Age of Alternative Logics. Assessing Philosophy of Logic and Mathematics Today (éd. avec J. van Benthem, M. Rebuschi, H. Visser), Springer, 2006
- Constructivism: Mathematics, Logic, Philosophy and Linguistics, Philosophia Scientiae (éd. avec Giuseppina Ronzitti), Cahier spécial 6, 2006
- One Hundred Years of Intuitionism (1907-2007) (éd. avec M. van Atten, P. Boldini et M. Bordeau), Birkhäuser: Basel/Boston/Berlin (Publications des Archives Henri Poincaré; collection « Around 1900 »), 2008
- Logic, Methodology and Philosophy of Science. Logic and Science Facing the New Technologies. Proceedings of the Fourteenth International Congress DLMPS (éd. avec P. Schroeder-Heister, W. Hodges et P.-E. Bour), Milton Keynes (UK) : College Publications, 2014
- Pragmatism and the Practical Turn in Philosophy of Sciences. Proceedings of the Annual Meeting of the International Academy of the Philosophy of Science, Pont-à-Mousson (France) (éd. avec E. Agazzi), Milan : Franco Angeli Editore, 2015